# گندکها
گندکها (به انگلیسی: Gandakha) یک منطقهٔ مسکونی در پاکستان است. گندکها ۴۰ متر بالاتر از سطح دریا واقع شده‌است.